# Čedasai
Čedasai è una città del distretto di Rokiškis della contea di Panevėžys, nel nord-est della Lituania. Secondo un censimento del 2011, la popolazione ammonta a 180 abitanti.
Nell’insediamento, passa il torrente Vyžuona, affluente del Nemunėlis: dista 7 km dal confine di Stato tra la Lituania e la Lettonia. 
A nord-est di Čedasai, presso il lago Čedasas (da cui trae nome l’insediamento), è stata istituita una riserva ornitologica.

## Storia

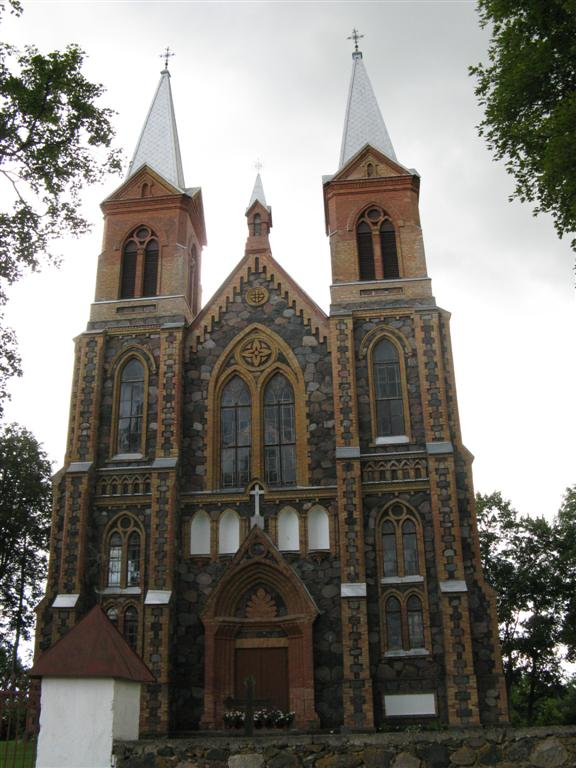
Basilica di Čedasai

L’insediamento viene nominato per la prima volta nel XV secolo. La chiesa fu costruita tra il 1516 e il 1520 e qualche anno dopo fu centro di discussione per via della diffusione della Riforma protestante.
Nel 1625, gli svedesi circondarono il villaggio e lo insediarono nel corso della Grande guerra del Nord: successivamente, sono accadute anche alcune battaglie mosse dall’Impero russo. È in questo periodo che Čedasai fu parzialmente distrutta: la basilica attuale fu ricostruita nel 1778.
Nel 1905, gli abitanti della contea iniziarono ad avviare delle ribellioni contro il governo zarista. 
A seguito della Seconda guerra mondiale, furono più edificate una biblioteca, un centro di cultura, un ufficio postale e altre costruzioni.

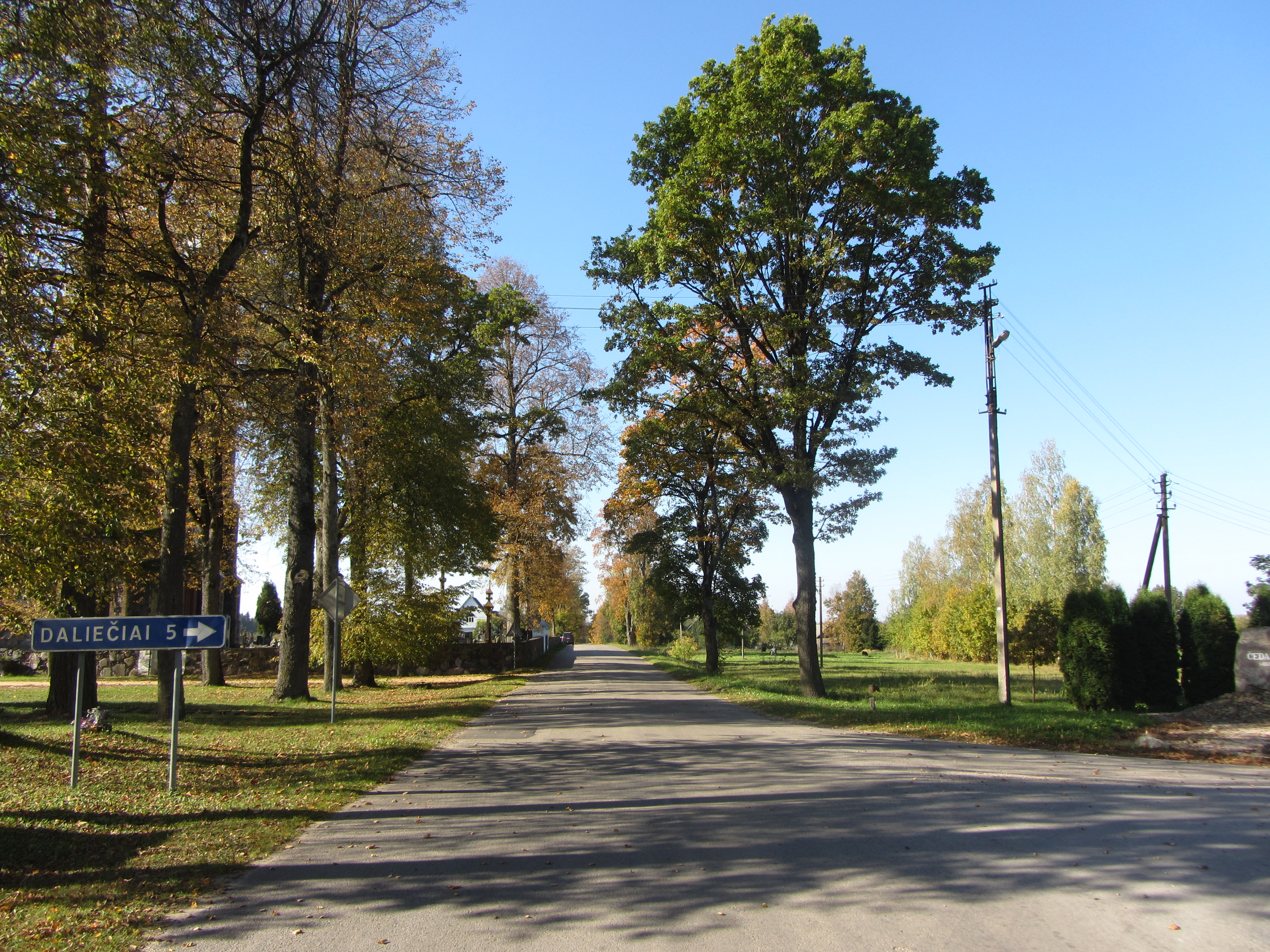
Viale cittadino